# Giro d’Italia 2022/18. Etappe
Die 18. Etappe des Giro d’Italia 2022 fand am 26. Mai 2022 statt und führte die Fahrer aus den Alpen in die Po-Ebene. Von Borgo Valsugana aus ging es über 156 Kilometer und 1150 Höhenmeter nach Treviso. Im Ziel hatten die Fahrer insgesamt 3083,2 Kilometer absolviert, was 89,4 % der Gesamtdistanz der 105. Austragung des italienischen Etappenrennens entsprach. Die Organisatoren bewerteten die Schwierigkeit der Etappe mit einem von fünf Sternen (alta difficoltà).

## Streckenführung
Der neutralisierte Start erfolgte in Borgo Valsugana auf der Corso Ausugum nahe der Piazza Alcide Degasperi. Anschließend verließen die Fahrer die Stadt über die SP109 in Richtung Osten.
Der offizielle Start erfolgte nach 3,6 gefahrenen Kilometern auf der SP109 in Castelnuovo. Danach ging es dem Brenta entlang flussabwärts durch das Valsugana bis nach Primolano (219 m). Dort begann mit dem Le Scale di Primolano (350 m) der erste Anstieg der 4. Kategorie, der 24,8 Kilometer nach dem Start überquert wurde. Nach der Abfahrt passierten die Fahrer den Monte Grappa im Norden und fuhren über Feltre zum Piave, dem sie anschließend stromabwärts Richtung Süden folgten. Nach 72,9 Kilometern wurde in Valdobbiadene der erste Zwischensprint ausgefahren. Danach ging es über Pieve di Soligo zur Muro di Ca’ del Poggio (242 m), einem Anstieg der 4. Kategorie. Auf diesem legten die Fahrer innerhalb von 1,1 Kilometern 140 Höhenmeter zurück, was einer durchschnittlichen Steigung von über 12 % entspricht. Nachdem die Kuppe rund 50 Kilometer vor dem Ziel erreicht wurde, ging es Richtung Süden in die Po-Ebene. Vorbei an Conegliano führte die Strecke nach Susegana, wo 35,3 Kilometer vor dem Ziel der zweite Zwischensprint ausgefahren wurde. Über Spresiano erreichten die Fahrer den Zielort Treviso und fuhren nach der ersten Zieldurchfahrt auf einen 10,7 Kilometer langen Rundkurs.
Der Rundkurs führte durch das Umland von Treviso und enthielt auf teils engen Straßen mehrere technisch anspruchsvolle Kurven. Die Zielgerade war jedoch über einen Kilometer lang. Die Etappe endete auf der Viale Fratelli Cairoli, die entlang der Stadtmauer von Treviso verläuft, im Bereich des Porta San Tomaso.
|                            | Ort                              | Kilometer | Länge (km) | Höhe (m) | Ø Steigung | max. Steigung |
| -------------------------- | -------------------------------- | --------- | ---------- | -------- | ---------- | ------------- |
| neutraler Start            | Borgo Valsugana                  | −3,6      |            |          |            |               |
| offizieller Start          | Castelnuovo                      | 0         |            |          |            |               |
| Bergwertung (4. Kategorie) | Le Scale di Primolano            | 24,8      | 2,3        | 350      | 4,7 %      | unbekannt     |
| Zwischensprint             | Valdobbiadene                    | 72,9      |            |          |            |               |
| Bergwertung (4. Kategorie) | Muro di Ca’ del Poggio           | 102,3     | 1,1        | 242      | 12,3 %     | 19 %          |
| Zwischensprint             | Susegana                         | 116,7     |            |          |            |               |
| Einfahrt Rundkurs          | Treviso (SS13)                   | 134,2     |            |          |            |               |
| Zieldurchfahrt             | Treviso (Viale Fratelli Cairoli) | 141,3     |            |          |            |               |
| Ziel                       | Treviso (Viale Fratelli Cairoli) | 156       |            |          |            |               |

## Rennverlauf und Ergebnis
Nicht am Start der 18. Etappe stand der Gesamtvierte João Almeida (UAE Team Emirates). Der Portugiese, der einen Rückstand von einer Minute und 54 Sekunden auf den Gesamtführenden Richard Carapaz (Ineos Grenadiers) hatte, wurde vor dem Start positiv auf COVID-19 getestet und musste die Rundfahrt beenden. Unmittelbar nach dem Start kam es zu den ersten Angriffen und nach sechs Kilometern lösten sich mit Edoardo Affini (Jumbo-Visma), Magnus Cort Nielsen (EF Education-EasyPost), Dries De Bondt (Alpecin-Fenix) und Davide Gabburo (Bardiani CSF Faizanè) vier Fahrer vom Hauptfeld. Das Quartett erreichte die erste Bergwertung (4. Kategorie) nach 24,8 gefahrenen Kilometern mit einem Vorsprung von rund zwei Minuten. Dries De Bondt sicherte sich als erster die drei Punkte vor Edoardo Affini und Davide Gabburo. Im Kampf um das Blaue Trikot, das Koen Bouwman (Jumbo-Visma) trug, spielten sie jedoch keine Rolle. Rund 83 Kilometer vor dem Ziel sicherte sich Davide Gabburo die meisten Punkte beim Zwischensprint in Valdobbiadene, gefolgt von Edoardo Affini, Dries De Bondt und Magnus Cort Nielsen. Im Hauptfeld, dessen Rückstand zwischenzeitlich unter zwei Minuten gefallen war sicherte sich Arnaud Démare (Groupama-FDJ), der Führende in der Punktewertung, als viertplatzierter vier weitere Punkte und baute seinen ohnehin soliden Vorsprung weiter aus. Im weiteren Rennverlauf hielten die Teams (Groupama-FDJ, UAE Team Emirates und Quick-Step Alpha Vinyl Team) die Lücke bei etwas über einer Minute. 53,7 Kilometer vor dem Ziel überquerte Dries De Bondt als erster den kurzen, aber steilen Anstieg der Muro di Ca’ del Poggio (4. Kategorie). Hinter ihm sicherten sich Davide Gabburo und Magnus Cort Nielsen die weiteren Punkte. Im Hauptfeld kam es im Anstieg zu keinen Attacken und der Rückstand auf die Spitzengruppe war wieder auf rund zweieinhalb Minuten angewachsen.
Nach dem Anstieg erhöhte sich sowohl in der Spitzengruppe als auch im Hauptfeld das Tempo. Rund 40 Kilometer vor dem Ziel passierte die Ausreißergruppe mit Dries De Bondt an der Spitze den zweiten Zwischensprint mit einem Vorsprung von immer noch zwei Minuten. Die Bonussekunden der Plätze zwei und drei gingen an Davide Gabburo und Magnus Cort Nielsen. Das Hauptfeld zog sich durch das hohe Tempo der Sprinter-Mannschaften in die Länge und teilte sich rund 20 Kilometer vor dem Ziel. In der abgehängten Gruppe befanden sich unter anderen auch der Führende in der Nachwuchswertung, Juan Pedro López (Trek-Segafredo) und Thymen Arensman (Team DSM). Die Spitzengruppe konnte jedoch gegenhalten und hatte bei der ersten Zielpassage, 14,7 Kilometer vor dem Ziel, weiterhin einen Vorsprung von über einer Minute auf das Hauptfeld. Das Quartett arbeitete auch auf dem abschließenden Rundkurs gut zusammen und erreichte den letzten Kilometer mit einem Vorsprung von rund 20 Sekunden. Magnus Cort Nielsen führte die Spitzengruppe zu den letzten 200 Metern, ehe Edoardo Affini den Sprint eröffnete. Aus dem Windschatten des Italieners kam Dries De Bondt, der sich auf den letzten Meter knapp durchsetzte und seine erste Giro-d’Italia-Etappe gewann. Platz zwei ging an Edoardo Affini vor Magnus Cort Nielsen und Davide Gabburo. Den Sprint des Hauptfelds gewann Alberto Dainese (DSM) vor Arnaud Démare, der sein Violettes Trikot verteidigte. 20 Sekunden hinter dem Tagessieger kamen die Favoriten auf den Gesamtsieg ins Ziel und Richard Carapaz behielt das Rosa Trikot. Jai Hindley (Bora-hansgrohe) fiel aufgrund eines technischen Defekts auf den letzten zwei Kilometern zurück, wurde jedoch durch die Drei-Kilometer-Regel zeitgleich mit den anderen Klassementfahrern gewertet. Juan Pedro López verteidigte das Nachwuchstrikot, kam jedoch gemeinsam mit dem führenden der Bergwertung, Koen Bouwman, in einer abgehängten Gruppe mit einem Rückstand von zwei Minuten und 57 Sekunden ins Ziel.
| \| Etappenergebnis \| Etappenergebnis \| Etappenergebnis \| Etappenergebnis \| Etappenergebnis \| \| Fahrer \| Fahrer \| Land \| Team \| Zeit \| \| --------------- \| ------------------- \| ---------------------- \| ---------------------- \| --------------- \| \| 1. \| Dries De Bondt \| Belgien \| Alpecin-Fenix \| 3 h 21 min 21 s \| \| 2. \| Edoardo Affini \| Italien \| Jumbo-Visma \| + 0 s \| \| 3. \| Magnus Cort Nielsen \| Dänemark \| EF Education-EasyPost \| + 0 s \| \| 4. \| Davide Gabburo \| Italien \| Bardiani CSF Faizanè \| + 0 s \| \| 5. \| Alberto Dainese \| Italien \| Team DSM \| + 14 s \| \| 6. \| Arnaud Démare \| Frankreich \| Groupama-FDJ \| + 14 s \| \| 7. \| Davide Cimolai \| Italien \| Cofidis \| + 14 s \| \| 8. \| Mark Cavendish \| Vereinigtes Königreich \| Quick-Step Alpha Vinyl \| + 14 s \| \| 9. \| Fernando Gaviria \| Kolumbien \| UAE Team Emirates \| + 14 s \| \| 10. \| Simone Consonni \| Italien \| Cofidis \| + 14 s \| |                     |                        |                        |                 |
| |                     |                        |                        |                 |
| Quelle: ProCyclingStats |                     |                        |                        |                 |
| Etappenergebnis |                     |                        |                        |                 |
| Fahrer | Fahrer              | Land                   | Team                   | Zeit            |
| 1. | Dries De Bondt      | Belgien                | Alpecin-Fenix          | 3 h 21 min 21 s |
| 2. | Edoardo Affini      | Italien                | Jumbo-Visma            | + 0 s           |
| 3. | Magnus Cort Nielsen | Dänemark               | EF Education-EasyPost  | + 0 s           |
| 4. | Davide Gabburo      | Italien                | Bardiani CSF Faizanè   | + 0 s           |
| 5. | Alberto Dainese     | Italien                | Team DSM               | + 14 s          |
| 6. | Arnaud Démare       | Frankreich             | Groupama-FDJ           | + 14 s          |
| 7. | Davide Cimolai      | Italien                | Cofidis                | + 14 s          |
| 8. | Mark Cavendish      | Vereinigtes Königreich | Quick-Step Alpha Vinyl | + 14 s          |
| 9. | Fernando Gaviria    | Kolumbien              | UAE Team Emirates      | + 14 s          |
| 10. | Simone Consonni     | Italien                | Cofidis                | + 14 s          |

## Gesamtstände
| \| Gesamtwertung \| Gesamtwertung \| Gesamtwertung \| Gesamtwertung \| Gesamtwertung \| \| Fahrer \| Fahrer \| Land \| Team \| Zeit \| \| ------------- \| ------------------ \| ---------------------- \| ---------------------------------- \| ---------------- \| \| 1. \| Richard Carapaz \| Ecuador \| Ineos Grenadiers \| 76 h 41 min 15 s \| \| 2. \| Jai Hindley \| Australien \| Bora-Hansgrohe \| + 3 s \| \| 3. \| Mikel Landa \| Spanien \| Bahrain Victorious \| + 1 min 05 s \| \| 4. \| Vincenzo Nibali \| Italien \| Astana Qazaqstan Team \| + 5 min 48 s \| \| 5. \| Pello Bilbao \| Spanien \| Bahrain Victorious \| + 6 min 19 s \| \| 6. \| Jan Hirt \| Tschechien \| Intermarché-Wanty-Gobert Matériaux \| + 7 min 12 s \| \| 7. \| Emanuel Buchmann \| Deutschland \| Bora-Hansgrohe \| + 7 min 13 s \| \| 8. \| Domenico Pozzovivo \| Italien \| Intermarché-Wanty-Gobert Matériaux \| + 12 min 30 s \| \| 9. \| Juan Pedro López \| Spanien \| Trek-Segafredo \| + 15 min 10 s \| \| 10. \| Hugh Carthy \| Vereinigtes Königreich \| EF Education-EasyPost \| + 17 min 03 s \| |                    |                        |                                    |                  |
| |                    |                        |                                    |                  |
| Quelle: ProCyclingStats |                    |                        |                                    |                  |
| Gesamtwertung |                    |                        |                                    |                  |
| Fahrer | Fahrer             | Land                   | Team                               | Zeit             |
| 1. | Richard Carapaz    | Ecuador                | Ineos Grenadiers                   | 76 h 41 min 15 s |
| 2. | Jai Hindley        | Australien             | Bora-Hansgrohe                     | + 3 s            |
| 3. | Mikel Landa        | Spanien                | Bahrain Victorious                 | + 1 min 05 s     |
| 4. | Vincenzo Nibali    | Italien                | Astana Qazaqstan Team              | + 5 min 48 s     |
| 5. | Pello Bilbao       | Spanien                | Bahrain Victorious                 | + 6 min 19 s     |
| 6. | Jan Hirt           | Tschechien             | Intermarché-Wanty-Gobert Matériaux | + 7 min 12 s     |
| 7. | Emanuel Buchmann   | Deutschland            | Bora-Hansgrohe                     | + 7 min 13 s     |
| 8. | Domenico Pozzovivo | Italien                | Intermarché-Wanty-Gobert Matériaux | + 12 min 30 s    |
| 9. | Juan Pedro López   | Spanien                | Trek-Segafredo                     | + 15 min 10 s    |
| 10. | Hugh Carthy        | Vereinigtes Königreich | EF Education-EasyPost              | + 17 min 03 s    |

| Punktewertung | Punktewertung        | Punktewertung          | Punktewertung                   | Punktewertung |
| Fahrer        | Fahrer               | Land                   | Team                            | Punkte        |
| ------------- | -------------------- | ---------------------- | ------------------------------- | ------------- |
| 1.            | Arnaud Démare        | Frankreich             | Groupama-FDJ                    | 254 P.        |
| 2.            | Mark Cavendish       | Vereinigtes Königreich | Quick-Step Alpha Vinyl          | 132 P.        |
| 3.            | Fernando Gaviria     | Kolumbien              | UAE Team Emirates               | 124 P.        |
| 4.            | Mathieu van der Poel | Niederlande            | Alpecin-Fenix                   | 96 P.         |
| 5.            | Alberto Dainese      | Italien                | Team DSM                        | 95 P.         |
| 6.            | Dries De Bondt       | Belgien                | Alpecin-Fenix                   | 83 P.         |
| 7.            | Simone Consonni      | Italien                | Cofidis                         | 73 P.         |
| 8.            | Phil Bauhaus         | Deutschland            | Bahrain Victorious              | 72 P.         |
| 9.            | Filippo Tagliani     | Italien                | Drone Hopper-Androni Giocattoli | 70 P.         |
| 10.           | Davide Gabburo       | Italien                | Bardiani CSF Faizanè            | 68 P.         |

| Bergwertung | Bergwertung       | Bergwertung | Bergwertung                        | Bergwertung |
| Fahrer      | Fahrer            | Land        | Team                               | Punkte      |
| ----------- | ----------------- | ----------- | ---------------------------------- | ----------- |
| 1.          | Koen Bouwman      | Niederlande | Jumbo-Visma                        | 218 P.      |
| 2.          | Giulio Ciccone    | Italien     | Trek-Segafredo                     | 103 P.      |
| 3.          | Diego Rosa        | Italien     | Eolo-Kometa                        | 94 P.       |
| 4.          | Jai Hindley       | Australien  | Bora-Hansgrohe                     | 74 P.       |
| 5.          | Lennard Kämna     | Deutschland | Bora-Hansgrohe                     | 74 P.       |
| 6.          | Santiago Buitrago | Kolumbien   | Bahrain Victorious                 | 71 P.       |
| 7.          | Richard Carapaz   | Ecuador     | Ineos Grenadiers                   | 67 P.       |
| 8.          | Jan Hirt          | Tschechien  | Intermarché-Wanty-Gobert Matériaux | 57 P.       |
| 9.          | Gijs Leemreize    | Niederlande | Jumbo-Visma                        | 47 P.       |
| 10.         | Wilco Kelderman   | Niederlande | Bora-Hansgrohe                     | 42 P.       |

| Nachwuchswertung | Nachwuchswertung  | Nachwuchswertung | Nachwuchswertung       | Nachwuchswertung  |
| Fahrer           | Fahrer            | Land             | Team                   | Zeit              |
| ---------------- | ----------------- | ---------------- | ---------------------- | ----------------- |
| 1.               | Juan Pedro López  | Spanien          | Trek-Segafredo         | 76 h 56 min 25 s  |
| 2.               | Santiago Buitrago | Kolumbien        | Bahrain Victorious     | + 5 min 05 s      |
| 3.               | Thymen Arensman   | Niederlande      | Team DSM               | + 6 min 46 s      |
| 4.               | Pavel Sivakov     | Frankreich       | Ineos Grenadiers       | + 15 min 42 s     |
| 5.               | Luca Covili       | Italien          | Bardiani CSF Faizanè   | + 57 min 07 s     |
| 6.               | Mauri Vansevenant | Belgien          | Quick-Step Alpha Vinyl | + 1 h 11 min 01 s |
| 7.               | Wadim Pronski     | Kasachstan       | Astana Qazaqstan Team  | + 1 h 34 min 33 s |
| 8.               | Iván Sosa         | Kolumbien        | Movistar Team          | + 1 h 38 min 55 s |
| 9.               | Gijs Leemreize    | Niederlande      | Jumbo-Visma            | + 1 h 42 min 23 s |
| 10.              | Jhonatan Narváez  | Ecuador          | Ineos Grenadiers       | + 1 h 45 min 08 s |

| Mannschaftswertung | Mannschaftswertung                 | Mannschaftswertung           | Mannschaftswertung |
| Team               | Team                               | Land                         | Zeit               |
| ------------------ | ---------------------------------- | ---------------------------- | ------------------ |
| 1.                 | Bahrain Victorious                 | Bahrain                      | 230 h 14 min 47 s  |
| 2.                 | Bora-Hansgrohe                     | Deutschland                  | + 14 s             |
| 3.                 | Intermarché-Wanty-Gobert Matériaux | Belgien                      | + 52 min 38 s      |
| 4.                 | Ineos Grenadiers                   | Vereinigtes Königreich       | + 1 h 02 min 03 s  |
| 5.                 | Astana Qazaqstan Team              | Kasachstan                   | + 1 h 45 min 57 s  |
| 6.                 | Trek-Segafredo                     | Vereinigte Staaten           | + 1 h 53 min 36 s  |
| 7.                 | UAE Team Emirates                  | Vereinigte Arabische Emirate | + 2 h 14 min 58 s  |
| 8.                 | Jumbo-Visma                        | Niederlande                  | + 2 h 29 min 46 s  |
| 9.                 | BikeExchange-Jayco                 | Australien                   | + 2 h 39 min 09 s  |
| 10.                | Movistar Team                      | Spanien                      | + 2 h 52 min 18 s  |

## Ausgeschiedene Fahrer
- João Almeida (UAE Team Emirates): wegen positivem Corona-Test nicht gestartet[4]